# Dra åt fanders
Dra åt fanders (engelska: Go to Blazes) är en brittisk komedifilm från 1962 i regi av Michael Truman.

## Handling
En rånarliga uppträder som brandmän för att underlätta flykten.

## Rollista i urval
- Dave King - Bernard
- Robert Morley - Arson Eddie
- Daniel Massey - Harry
- Dennis Price - Withers
- Coral Browne - Colette
- Norman Rossington - Alfie
- Maggie Smith - Chantal
- Miles Malleson - försäljaren
- Wilfrid Lawson - skrothandlaren
- John Welch - brandchefen
- Finlay Currie - domaren
- John Le Mesurier - fiskaren